# Omphalea oleifera
Omphalea oleifera là một loài thực vật có hoa trong họ Đại kích. Loài này được Hemsl. mô tả khoa học đầu tiên năm 1882.